# Umweltjournalismus
Umweltjournalismus ist ein Teilgebiet des Fachjournalismus. Er befasst sich mit Natur, Umwelt, Umweltschutz sowie Umweltzerstörung.
Der Umweltjournalismus lässt sich keinem Ressort zuordnen, da das Thema Umwelt durch seine breite Fächerung fast alle anderen Ressorts betrifft. Üblicherweise findet man umweltjournalistische Themen jedoch in den Ressorts Politik, Wirtschaft und Wissenschaft.

## Geschichte
Als eher junges journalistisches Fachgebiet entstand der Umweltjournalismus erst in den 1960er und 1970er Jahren. Er ging hervor aus verschiedenen Umweltbewegungen, wie beispielsweise den Reformbewegungen ab Mitte des 19. Jahrhunderts in Deutschland, die Kritik an der Urbanisierung und Industrialisierung ausübten. Umweltkatastrophen wie die Nuklearkatastrophe von Tschernobyl im Jahr 1986 richteten mehr Aufmerksamkeit auf Umweltthemen und trieben den Journalismus im Bereich Umwelt und Natur an.
Der Umweltjournalismus nahm durch ökologische Bewegungen wie die Anti-AKW-Bewegung und die Gründung der Partei „Die Grünen“ 1980 eine politische Ebene an.
Erste Anfänge im Umweltjournalismus machte der US-amerikanische Biologe Paul R. Ehrlich. Mit seiner Veröffentlichung „Wir sind dabei, den Planeten zu ermorden. Umwelt-Verseuchung bis zum Jahren 1980“, der 1969 in einem Artikel im SPIEGEL aufgegriffen wurde, spricht Ehrlich die Verseuchung von Ozeanen und anderen Gewässern durch Giftstoffe an und geht dabei auf die daraus resultierenden Gefahren für die Umwelt ein.
Bekannt für seine Fernsehserie Sterns Stunde (1970–1979), die über Themen wie Tierhaltung und Tierquälerei aufmerksam machte, war Horst Stern der erste Umweltjournalist Deutschlands. In seiner Sendung klärte er die Deutschen unter anderem über Massentierhaltung auf und schaffte so weitläufiges Interesse für Nachhaltigkeit.

## Berufsfeld
Bisher gibt es noch keinen umweltjournalistischen Studiengang, es ist jedoch möglich durch bestimmte Weiterbildungsseminare oder durch andere Studiengängen, wie dem Bachelor-Studiengang Wissenschaftsjournalismus an der TU Dortmund, an Fachwissen im Bereich Umwelt und Nachhaltigkeit zu gelangen.
Umweltjournalisten können unter Festanstellung oder auch als Freiberufler arbeiten. Neben journalistischen Fähigkeiten benötigt ein Umweltjournalist zudem ein breit gefächertes Grundwissen in naturwissenschaftlichen Themengebieten, um Umweltthemen richtig verstehen und weitergeben zu können. Außerdem ist es von Vorteil, sich in diesem Wissen andauernd weiterzubilden, um auf einem aktuellen Stand zu bleiben.
Die Tätigkeit von Umweltjournalisten sollte nicht unterschätzt werden. Sie sind in ihrer Berichterstattung häufig Gefahren ausgesetzt und gehen große Risiken ein, indem sie über Themen wie illegale Waldrodungen und Umweltverschmutzungen von Industriekonzernen recherchieren. Laut der Organisation Reporter ohne Grenzen (RSF) kamen allein in den 2010er Jahren 20 Umweltjournalisten durch ihre Berichterstattung von Umweltthemen ums Leben, neun von ihnen nachweislich ermordet. Shubham Mani Tripathi, ein indischer Journalist, wurde im Juni 2020 erschossen. Er hatte über Landbeschlagnahmen für illegalen Sandabbau berichtet.